# الكرمل سيبولوني
كارمل جان سيبولوني (مواليد 1977)، هي سياسية نيوزيلندية تشغل منصب النائب العشرين لرئيس وزراء نيوزيلندا في يناير 2023. انتخبت أول مرة إلى البرلمان في عام 2008 عن حزب العمال لمدة ثلاث سنوات، وأعيد انتخابها في دائرة كيلستون في عام 2014. انتخبت نائبة لزعيم حزب العمال خلفًا في عام 2023 لكلفن ديفيس.
كارمل سيبولوني هي أول نائبة في البرلمان النيوزيلندي من أصل تونغي. شغلت منصب الوزيرة الأولى في الحكومة العمالية السادسة تحت قيادة رئيسة الوزراء جاسيندا أرديرن وتولت مهام وزيرة التنمية الاجتماعية، بالإضافة إلى ـنها شغلت مناصب وزيرة الفنون والثقافة والتراث وزيرة ACC وزيرة العلاقات والسلامة في العمل وزيرة قضايا الإعاقة ووزيرة شؤون شعوب المحيط الهادئ.